# Camps del Rector (Sant Quirze Safaja)
Els Camps del Rector és un paratge de camps de conreu del terme municipal de Sant Quirze Safaja, de la comarca del Moianès.
Estan situats al nord-oest del poble de Sant Quirze Safaja, de la seva església i rectoria. Són a llevant del camí que uneix el poble amb la vora esquerra de l'Embassament de Sant Quirze Safaja, a l'esquerra del Tenes, en el vessant sud-oest del Turó del Pi Gros. Són en el pendís de llevant de la vall del Tenes, al sud-est de Can Brugueroles.